# NGC 6302

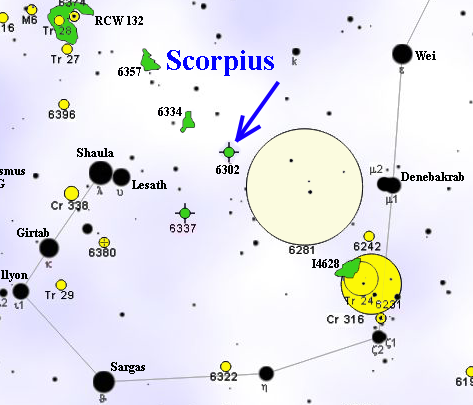
NGC 6302 的位置

NGC 6302（也稱為臭蟲星雲或蝴蝶星雲）是在天蝎座的一個雙極的行星狀星雲，距離地球約4000光年。它是結構複雜的行星狀星雲，NGC 6302的光譜顯示它的中心恆星是銀河系內最熱的天體之一，表面的溫度高達200,000K，暗示形成它的恆星一定也很大。
這顆中心星被密集的氣體和塵埃構成的赤道盤面環繞著，因此並未曾被直接觀測到。這個密集的盤面被認為是由恆星流出，形成雙極的結構(Gurzadyan 1997)，像是一個沙漏。這個雙極性的結構在行星狀星雲中顯示出許多有趣的結構，像是離子牆、節點和瓣狀的邊緣形狀。

## 觀測史
因為他列名在星云和星团新总表，因此至少在1888年之前就已經為人所知 。
已知最早的研究是愛德華·愛默生·巴納德在1907年的描繪和敘述(Meaburn et al. 2005)。
自此之後，它一直是許多工作中的重點，並顯示出許多有趣和值得研究的特徵。近年來的研究已經從討論轉向至星雲是如何被激發 (衝擊激波還是光子電離) 出大量塵埃成分的屬性。
這是哈伯太空望遠鏡在2009年9月的最後一次維修任務之後，首度發表的照片.

## 特性
NGC 6302有著複雜的型態，看起來似乎有著雙極性的兩個主瓣，有證據顯示在上一階段的質量流失中形成了第二對的瓣。 一道黑色的暗線在外面貫穿豐厚的腰部遮蔽了中央恆星所有光的波長。對NGC 6302的觀測建議它有個正交的裙襬(或戰輪)，與在螞蟻星雲中找到的相似。(Meaburn et al. 2005)。這個星雲與天空平面的夾角是12.8度。
這個行星狀星雲在西北方有一個突出的瓣，延展到距離中心恆星3.0'的地方，估計在1900年的噴發事件中就已經存在了。它還有一個精確的遵循哈伯型式流出的圓牆部分 (流出的速率和中心源頭的距離成比例)，與中心恆星的角距離是1,71’，瓣中氣流的速度是263Km/s。在瓣的最邊緣，外流的速度高達600km/s。在瓣的西緣顯示出的特徵，暗示與早先噴發出來的滴狀氣體發生了碰撞.改變了這個區域(Meaburn et al. 2005)。

## 塵埃化學
貫穿星雲中心，表現突出的暗線，呈現出有著獨特的塵埃化學性，證據顯示有多種結晶的矽酸鹽類，並且被解釋為第一批在太陽系外檢測出的碳酸鹽類。但是因為碳酸鹽類在無水的環境中難以形成，這項檢測的結果已經有人提出質疑。其他檢測到的固體物質包括水冰的結晶和石英。
在NGC 6302的檢出物中最有趣的特徵是存在於塵埃中的富氧物 (矽酸鹽)和富碳物 (多環芳香烴，PAH)等物質。恆星通常不是氧富足或是碳富足，變化在於它們形成和日後生長的過程，因為核心的化學變化會改變恆星的大氣層，當恆星或星雲被觀測到有雙重的化學性時，顯示它正從富氧性化學轉變成富碳性化學。

## 註解
1. ^ Radius = distance × sin(angular size / 2) = 3.4 ± 0.5 kly * sin(>3′.0 / 2) = >1.5 ± 0.2 ly
2. ^ 7.1B apparent magnitude - 5 * (log10(1040 ± 160 pc distance) - 1) = -3.0B +0.4
−0.3 absolute magnitude

1. 1 2 3 4 5 6  (SIMBAD 2007)
2. 1 2  (Meaburn et al. 2005)
3. ↑  (APoD 1998)
4. ↑  (APoD 2004)
5. ↑  O'Meara, Stephen James. . Cambridge University Press. 2002. ISBN 0-521-82796-5.
6. ↑  許多源自詹姆士·丹露帕在1826年編輯的目錄中，例如(1) Wolfgang Steinicke, Nebel und Sternhaufen: Geschichte ihrer Entdeckung, Beobachtung und Katalogisierung- von Herschel bis Dreyers, 2009, p.429. (2)  （页面存档备份，存于）; (3) Stephen James O'Meara, The Caldwell objects. Cambridge University Press, 2002, p.274..
(O'Meara argues that Barnard credited it to Dunlop - but may have been mistaken.)
7. ↑  News Release Number: STScI-2009-25: Hubble Opens New Eyes on the Universe  （页面存档备份，存于）

## 外部連結
- NASA News Release（页面存档备份，存于）
- SIMBAD Query Result
- ESA/Hubble News Release（页面存档备份，存于）
- WikiSky上关于NGC 6302的内容：DSS2, SDSS, GALEX, IRAS, 氢α, X射线, 天文照片, 天图, 文章和图片